# الواسط (وشحة)

تعديل مصدري - تعديل

الواسط هي إحدى قرى عزلة بني رزق بمديرية وشحة التابعة لمحافظة حجة، بلغ تعداد سكانها 228 نسمة حسب تعداد اليمن لعام 2004.